# Arthur Golding

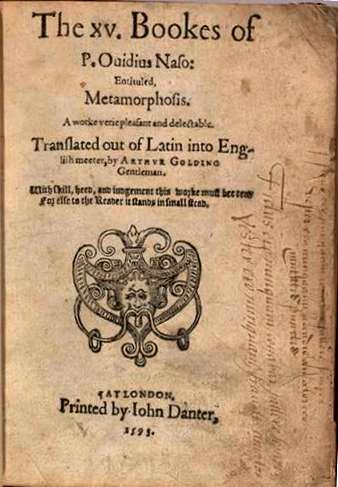
Titelsidan till The XV. Bookes of P. Ouidius Naso: Entituled, Metamorphosis. av John Danter.

Arthur Golding, född 1536, död 1605, var en engelsk översättare.
Arthur Golding tog sin examen vid Jesus College, Cambridge år 1552. Han fick tjänst hos Edward Seymour, 1:e hertig av Somerset och sedan hos William Cecil, Lord Burghley där han arbetade som sekreterare och översättare. Han kom att bli sponsrad av  Edward de Vere, 17:e earl av Oxford, och dedicerade två verk till denne.
Främst bekant är Golding för sin översättning av Ovidius verk som kom ut 1565. Litteraturforskare hävdar ofta att Shakespeare hämtat inspiration från Goldings översättningar av antika verk.
Golding översatte även verk av Jean Calvin.